# Vera Vorstenbosch
Vera Vorstenbosch (Engelen, 10 april 1987) is een voormalig Nederlands hockeyinternational, en speelde dertig officiële interlands (twee doelpunten) voor de Nederlandse vrouwenploeg. 
Vorstenbosch debuteerde op 9 juli 2006 voor Oranje in een interland met Duitsland (2-1) tijdens de Champions Trophy te Amstelveen. Zij wist zich nadien niet meer in selecties voor eindtoernooien te spelen. Op 30 januari 2008 maakte bondscoach Lammers bekend dat Vorstenbosch geen deel meer uitmaakte van de Oranje-selectie voor de Olympische Spelen van Peking.
Voorts speelde ze vijf zaalinterlands, waarin zij eenmaal tot scoren kwam: op 20 januari 2006 tijdens het EK Indoor te Eindhoven in het pouleduel van Nederland met Tsjechië (6-1). In dit toernooi werd zilver behaald nadat in de finale titelverdediger Duitsland met 2-4 te sterk bleek.
De middenveldster startte haar hockeycarrière bij Vlijmense Mixed Hockey Club. Ze maakte vervolgens de overstap naar de D-jeugd van Den Bosch, waarna zij vanaf het seizoen 2004-2005 deel uitmaakte van de eerste selectie. Als allround hockeyster kan Vorstenbosch multifunctioneel ingezet, linkshalf is de vaste positie. In 2016 na het winnen van haar elfde landskampioenschap met Den Bosch, kondigde ze haar afscheid aan.

## Erelijst
Vorstenbosch won met Den Bosch in de periode 2004-2016 elf keer de landstitel en negen maal de Europa Cup I.
- EK Indoor 2006 te Eindhoven
- Champions Trophy 2006 te Amstelveen